# هيئة كبار علماء الأزهر
هيئة كبار علماء الأزهر هي أعلى مرجعية دينية تابعة للأزهر الشريف بمصر. أنشئت عام 1911 في عهد مشيخة الشيخ سليم البشري، ثم تم حلها عام 1961 في عهد الرئيس جمال عبد الناصر. وأعيد إحياؤها عام 2012 في عهد شيخ الأزهر أحمد الطيب، ولكن سُلب منها عدة صلاحيات سنة 2013 ليصبح دورها الحالي يقتصر في الأساس على اختيار شيخ الأزهر ومفتى الجمهورية.

## تاريخ

### إنشاء الهيئة
أنشئت هيئة كبار العلماء في عهد مشيخة الشيخ سليم البشري بموجب القانون رقم 10 لسنة 1911، وتكونت من كبار علماء المذاهب الأربعة، ونصت اللائحة الداخلية للهيئة في مادتها الأولى على أن «الغرض من تدريس هيئة كبار العلماء تربية الملكات، ومعرفة كيفية استنباط الأحكام من أدلتها، فيجب على كل واحد من الهيئة المذكورة أن يكون قبل إلقاء الدرس محيطًا بكل ما يتعلق بالموضوع الذي يلقيه إحاطة تامة».
اختير أعضاء الهيئة ـ وعددهم ثلاثون ـ بالانتخاب، وهم:
| - من المالكية: - الشيخ سليم البشري - الشيخ محمد أبو الفضل الجيزاوي - الشيخ محمد حسنين العدوي - الشيخ هارون عبد الرازق - الشيخ محمد راشد - الشيخ محمد الروبي - الشيخ دسوقي العربي - الشيخ أحمد نصر - الشيخ محمد طموم |  | - من الحنفية: - الشيخ حسونة النواوي - الشيخ بكري الصدفي - الشيخ محمد بخيت - الشيخ محمد شاكر - الشيخ مصطفى أحمد حميدة - الشيخ أحمد إدريس - الشيخ محمود الجزيري - الشيخ محمد أحمد الطوخي - الشيخ إبراهيم الحديدي - الشيخ محمد بخاتي - الشيخ محمد راضي |

| - من الشافعية: - الشيخ سليمان العيد - الشيخ محمد الرفاعي المحلاوي - الشيخ محمد إبراهيم القاياتي - الشيخ محمد نجدي - الشيخ عبد الحميد زايد - الشيخ سعيد الموجي - الشيخ عبد المعطي الشرشيمي - الشيخ يونس موسى العطافي - الشيخ محمد قنديل الهلالي |  | - من الحنابلة: - أحمد البسيوني |

وفي 18 أكتوبر 1928 قامت لجنة مؤلفة بقرار من مجلس الوزراء ـ برئاسة الإمام الشيخ محمد مصطفى المراغي شيخ الأزهر ـ بوضع قانون الجامع الأزهر والمعاهد الدينية، وذلك تعديلًا للقانون 10 لسنة 1911، وفي 26 أبريل 1931 قرر مجلس الأزهر الأعلى لائحة داخلية جديدة لهيئة كبار العلماء، وكان ذلك في عهد الإمام الشيخ محمد الأحمدي الظواهري.
كان خلو مقعد أحد أعضاء الهيئة (بالاستقالة أو الوفاة أو التقاعد) يستوجب تعيين عالم جديد يكتمل به النصاب القانوني للهيئة وهو ثلاثون عضوًا، وكان اختيار العضو الجديد يتم بناء على ترشيح واختيار أغلبية أعضاء هيئة كبار العلماء، ثم يرسل اسمه إلى القصر الملكي فيوافق عليه ويصدر بالموافقة أمر ملكي دون تدخل من القصر في اختيار العضو الجديد.

### حلها
في عهد الرئيس جمال عبد الناصر صدر القانون رقم 103 لسنة 1961، المعروف بقانون تطوير الأزهر، وتم بموجبه حل هيئة كبار العلماء ليحل محلها مجمع البحوث الإسلامية قائمًا بواجباتها.

### إعادة إحياؤها
وفي 17 يوليو 2012 أعيد إحياء الهيئة، حيث عُدل القانون في يونيو 2012 في عهد شيخ الأزهر أحمد الطيب ووافق عليه رئيس الوزراء كمال الجنزوري والمجلس الأعلى للقوات المسلحة القائم بأعمال رئاسة الجمهورية آنذاك. ومن ثم نصت المادة (32) مكررا على اختصاصات الهيئة التي من ضمنها انتخاب شيخ الأزهر وترشيح مفتي الديار المصرية والبت في الأمور الدينية. وأضاف لها دستور 2012 صلاحية إضافية منصوص عليها في مادته الرابعة وهي أخذ رأي الهيئة في الشئون المتعلقة بالشريعة الإسلامية. وبعد انقلاب 2013 وتعديل الدستور، تم سلب الهيئة من صلاحيتها المنصوص عليها في المادة الرابعة من دستور 2012. ففقدت صلاحية أن تكون مرجعا لكل ما يتعلق بالشئون الإسلامية لتصبح الهيئة مثلها مثل مجمع البحوث الإسلامية باستثناء اختيار شيخ الأزهر والمفتى.
تتألف الهيئة من عدد لا يزيد على أربعين عضواً من كبار علماء الأزهر من جميع المذاهب الفقهية الأربعة ويرأسها شيخ الأزهر. تم اختيار التشكيل الأول للهيئة بعد احيائها في 2012 عن طريقة لجنة شكلها مجمع البحوث الإسلامية. ضمت اللجنة 5 علماء هم محمد عبد الرحمن الراوي ونصر فريد واصل والأحمدي أبو النور وحسن عبد اللطيف الشافعي ومحمد المختار المهدي. وبدورها اختارت اللجنة 26 عضوًا فقط على أن يستكمل هؤلاء الأعضاء باقى تشكيل الهيئة بالانتخاب. ويشترط فيمن يختار عضوًا بالهيئة ألا تقل سنه عن خمسة وخمسين سنة ميلادية وأن يكون حائزًا شهادة الدكتوراة وبلغ درجة الأستاذية في العلوم الشرعية أو اللغوية وأن يكون قد تدرج في تعليمه في المعاهد الأزهرية وكليات جامعة الأزهر.

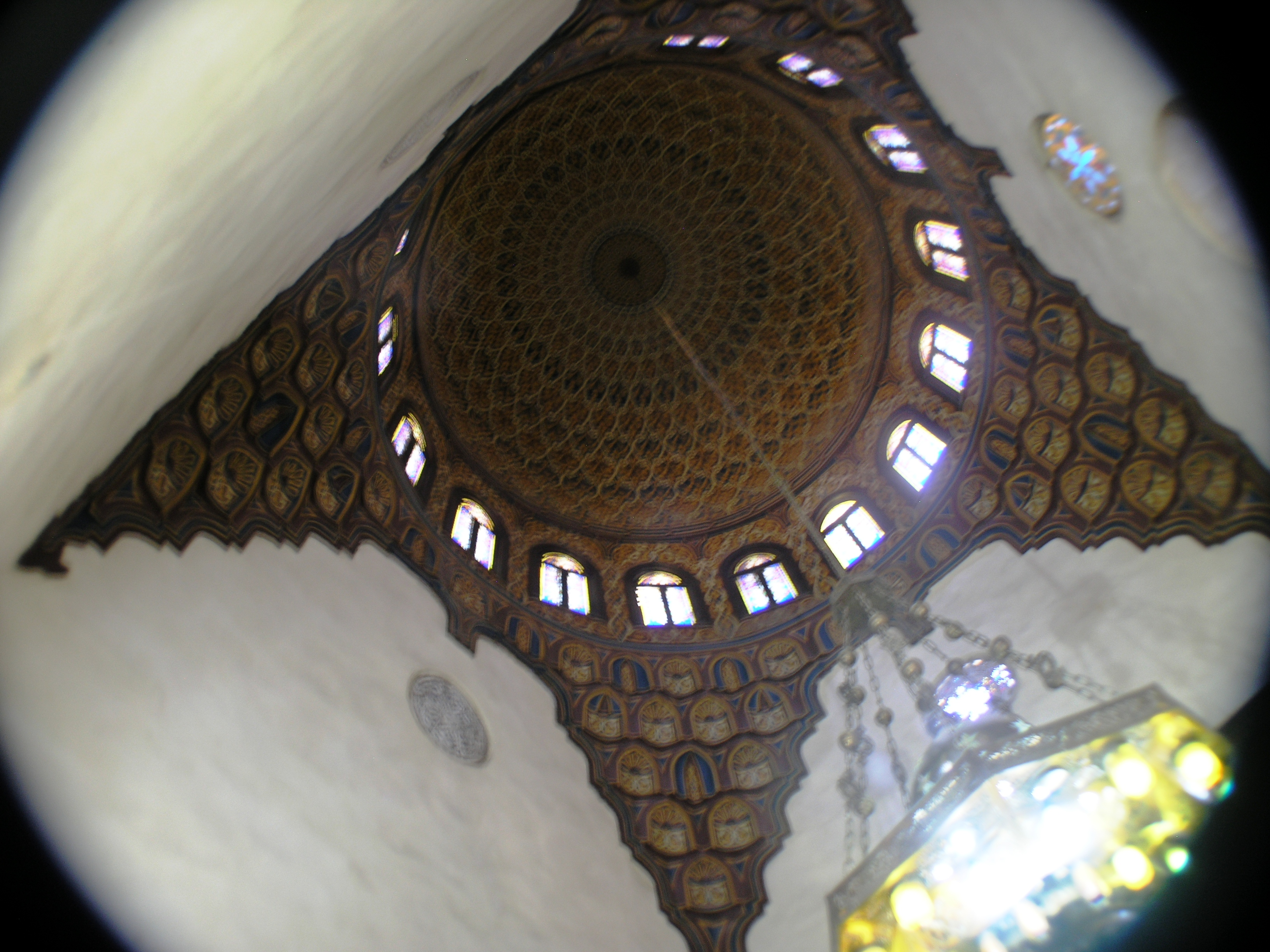
داخل قبة في الجامع الأزهر.

تأسس مجلس كبار العلماء بجامعة الأزهر عام 1911، ولكن تم استبداله عام 1961 بمركز البحوث الإسلامية. في يوليو 2012، بعد تعديل القانون الذي يقيد استقلالية جامعة الأزهر من قبل الرئيس القادم محمد مرسي، تم إصلاح المجلس. يتألف المجلس من 40 عضوًا واعتبارًا من فبراير 2013 كان به 14 منصبًا شاغرًا  تعيينهم جميعًا من قبل إمام الأزهر الحالي أحمد الطيب  الذي تم تعيينه من قبل الرئيس السابق حسني مبارك. وبمجرد ملء الشواغر الأربعة عشر المتبقية، سيتم تعيين الشواغر الجديدة من قبل المجلس الحالي نفسه. جميع المذاهب الأربعة للفقه الإسلامي السني ممثلة بشكل نسبي في المجلس (حنفي، شافعي، حنبلي، مالكي) ويتم التصويت على أساس الأغلبية. بالإضافة إلى الطيب، من بين الأعضاء البارزين الآخرين في المجلس المفتي العام المنتهية ولايته علي جمعة. المجلس مكلف بترشيح مفتي مصر (رهنا بموافقة الرئاسة)، وانتخاب الإمام الأكبر القادم للجامع الأزهر، ومن المتوقع أن يكون السلطة النهائية في تحديد ما إذا كانت التشريعات الجديدة متوافقة مع الشريعة الإسلامية. على الرغم من أن قرارات المجلس ليست ملزمة (في غياب تشريع جديد)، فمن المتوقع أنه سيكون من الصعب على البرلمان تمرير التشريعات التي يعتبرها المجلس مخالفة للشريعة الإسلامية.
في يناير 2013، أحال الطيب قضية ثانوية نسبيًا تتعلق بالسندات الإسلامية إلى المجلس، لتأكيد اختصاص المجلس لأول مرة. في عام 2013، انتخب المجلس شوقي إبراهيم عبد الكريم علام ليكون المفتي العام المقبل لمصر. هذه هي المرة الأولى التي يتم فيها انتخاب المفتي من قبل علماء المسلمين منذ إنشاء هذا المنصب في عام 1895. قبل ذلك، قام رئيس الدولة المصري بالتعيين.

## التشكيل الحالي
| الاسم                       | بداية توليه   | مناصب أخرى                                                                 |
| --------------------------- | ------------- | -------------------------------------------------------------------------- |
| أحمد الطيب (الرئيس)         | 17 يوليو 2012 | شيخ الأزهر                                                                 |
| عبد الرحمن عبد النبي العدوي | 17 يوليو 2012 | أستاذ الفقه المقارن بكلية الدعوة الإسلامية بجامعة الأزهر                   |
| بركات عبد الفتاح دويدار     | 17 يوليو 2012 | أستاذ بقسم العقيدة والفلسفة بكلية أصول الدين والدعوة                       |
| محمد الأحمدي أبو النور      | 17 يوليو 2012 | وزير الأوقاف الأسبق                                                        |
| حسن عبد اللطيف الشافعي      | 17 يوليو 2012 | أستاذ العقيدة والفلسفة الإسلامية بكلية دار العلوم ورئيس مجمع اللغة العربية |
| عبد الفتاح عبد الله بركة    | 17 يوليو 2012 | أستاذ العقيدة والأمين العام الأسبق لمجمع البحوث الإسلامية                  |
| محمود حمدي زقزوق            | 17 يوليو 2012 | أستاذ العقيدة والفلسفة ووزير الأوقاف الأسبق                                |
| محمد رأفت عثمان             | 17 يوليو 2012 | أستاذ الفقه المقارن وعميد كلية الشريعة والقانون الأسبق                     |
| إسماعيل عبد الخالق الدفتار  | 17 يوليو 2012 | أستاذ الحديث بجامعة الأزهر وعضو مجمع البحوث الإسلامية                      |
| نصر فريد واصل               | 17 يوليو 2012 | أستاذ الفقه ومفتى الديار المصرية الأسبق                                    |
| طه مصطفى أبو كريشة          | 17 يوليو 2012 | أستاذ اللغة العربية وعضو مجمع البحوث الإسلامية                             |
| محمد محمد أبو موسى          | 17 يوليو 2012 | أستاذ بكلية اللغة العربية بجامعة الأزهر                                    |
| القصبى محمود زلط            | 17 يوليو 2012 | أستاذ التفسير وعلوم القرآن بكلية أصول الدين                                |
| أحمد طه ريان                | 17 يوليو 2012 | أستاذ الفقه بكلية الشريعة والقانون                                         |
| محمد المختار محمد المهدي    | 17 يوليو 2012 | أستاذ اللغة العربية بكلية الدراسات الإسلامية والعربية                      |
| أحمد معبد عبد الكريم        | 17 يوليو 2012 | أستاذ الحديث بكلية أصول الدين                                              |
| أحمد عمر هاشم               | 17 يوليو 2012 | أستاذ الحديث ورئيس جامعة الأزهر الأسبق                                     |
| عبد الفضيل القوصي           | 17 يوليو 2012 | أستاذ العقيدة والفلسفة ووزير الأوقاف الأسبق                                |
| محمود مهنى محمود إسماعيل    | 17 يوليو 2012 | نائب رئيس الجامعة وعضو مجمع البحوث الإسلامية                               |
| محمد عبد الرحمن الراوي      | 17 يوليو 2012 | أستاذ التفسير وعضو مجمع البحوث الإسلامية                                   |
| على جمعة                    | 17 يوليو 2012 | مفتي الجمهورية السابق                                                      |

## وصلات خارجية
- الموقع الرسمي